# His Father's Son (film 1912 Vitagraph)
His Father's Son è un cortometraggio muto del 1912. Il nome del regista non viene riportato nei credit del film che è interpretato da Earle Williams, Edwin R. Phillips e Rosemary Theby.

## Produzione
Il film fu prodotto dalla Vitagraph Company of America.

## Distribuzione
Distribuito dalla General Film Company, il film - un cortometraggio in una bobina - uscì nelle sale cinematografiche statunitensi il 10 aprile 1912. Nello stesso anno, settembre, uscì poi un altro film di un rullo, prodotto dalla Thanhouser Film Corporation, con il medesimo titolo.